# Microgale pusilla
Microgale pusilla é uma espécie de mamífero da família Tenrecidae, endêmica de Madagascar.